# Piegża
Piegża, piegża zwyczajna, gajówka piegża, pokrzewka piegża (Curruca curruca) – gatunek małego ptaka wędrownego z rodziny pokrzewek (Sylviidae).

## Systematyka
Systematyka tego gatunku jest kwestią sporną i ulegającą zmianom wraz z publikacjami kolejnych wyników badań. Niektórzy badacze zaliczają go do rodzaju Sylvia. Ponadto różni autorzy wymieniają różną liczbę podgatunków:
- Curruca curruca curruca – piegża, piegża zwyczajna – Europa do zachodniej Syberii
- Curruca curruca caucasica – środkowa Turcja do północnego Iranu; bywa włączana do podgatunku nominatywnego C. c. curruca
- Curruca curruca halimodendri – północny Kazachstan do środkowej Syberii i Mongolii
- Curruca curruca blythi – północno-środkowa Syberia i północny Kazachstan po północną Mongolię i północno-wschodnie Chiny
- Curruca curruca telengitica – północno-zachodnie Chiny, południowo-środkowa Rosja i Mongolia; bywa włączana do halimodendri lub margelanica
- Curruca curruca jaxartica – południowy Kazachstan; bywa włączana do halimodendri lub minula
- Curruca curruca minula – piegża mała – południowo-wschodni Kazachstan do zachodnich Chin; czasem podnoszona do rangi gatunku
- Curruca curruca margelanica – północne Chiny; bywa włączana do minula
- Curruca curruca althaea – piegża zakaspijska – Iran, południowy Turkmenistan i północny Pakistan; czasem podnoszona do rangi gatunku
- Curruca curruca monticola – góry środkowej Azji; bywa włączana do althaea

## Występowanie
Zamieszkuje Europę bez jej części zachodnich i południowych (tzn. bez zachodniej Francji i Półwyspu Iberyjskiego, dużej części Apeninów i północnych krańców Wielkiej Brytanii) oraz poza północną częścią Półwyspu Skandynawskiego i skrajnie północną częścią Rosji, ponadto zachodnią, środkową i północną Azję (zasięg sięga Mongolii i wschodniej Syberii). Przeloty w kwietniu–maju i sierpniu–wrześniu. Wędruje na duże odległości, zimując w środkowej Afryce na południe od Sahary, w północno-wschodniej Afryce, na Półwyspie Arabskim, w południowym Iranie i na subkontynencie indyjskim.
W Polsce liczny ptak lęgowy, widywany od kwietnia do października. Według szacunków Monitoringu Pospolitych Ptaków Lęgowych, w latach 2013–2018 krajowa populacja lęgowa piegży liczyła 720–821 tysięcy par. Piegżę spotyka się w całym kraju, w górach dochodzi do wysokości 1500 m n.p.m.

## Charakterystyka

### Cechy gatunku
Niewielka pokrzewka o smukłej sylwetce, bardzo podobna do cierniówki, choć mniejsza i z krótszym ogonem oraz bez rdzawoczerwonego odcienia na skrzydle. Ponadto piegża ma nogi ciemne, a cierniówka – jasne, płowożółte. Obie płci ubarwione niemal jednakowo, u samców jedynie nieco bardziej intensywne barwy, ale trudno to rozróżnić w terenie. Wierzch ciała i skrzydła intensywnie brązowoszare, spód brudnobiały z różowym nalotem. Drugorzędowe lotki mają jasne obrzeżenia, które tworzą jaśniejsze pole na skrzydle. Ogon szarobrązowy z białymi brzegami. Głowa popielata z ciemnoszarymi policzkami i pokrywami usznymi (tworzy to słabo skontrastowaną maskę), przez oko przechodzi ciemnoszara smuga, podgardle prawie białe. Nogi są niebieskawe lub ołowianoszare.

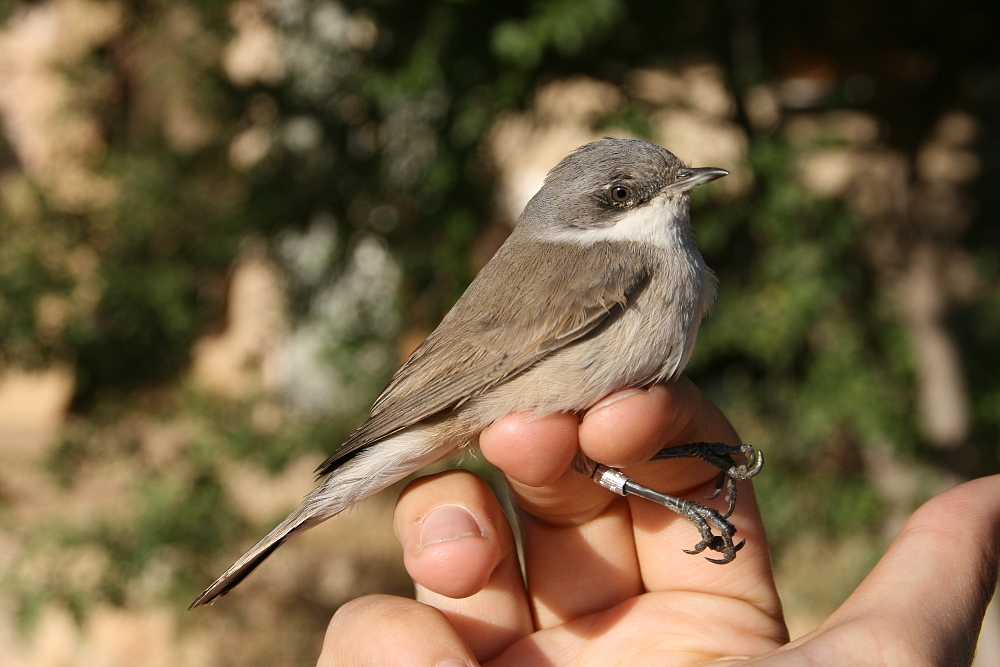
Piegże są jednymi z najmniejszych pokrzewek

### Wymiary średnie

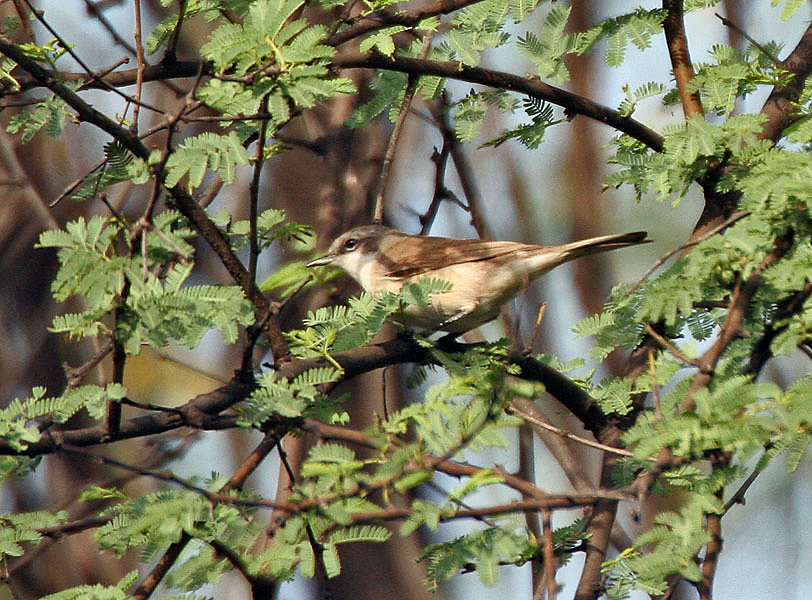
Piegża w jednym z indyjskich parków narodowych

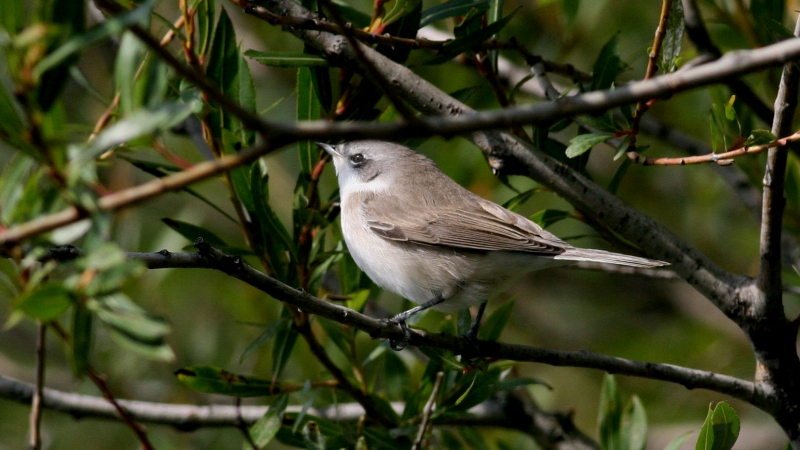
Piegże nie są tak płochliwe jak inne pokrzewki

To jedna z najmniejszych pokrzewek. Jest mniejsza od wróbla.
długość ciałaok. 12–14 cm
rozpiętość skrzydeł19 cm

### Masa ciała
ok. 11–13 g

### Śpiew
Samiec wykonuje swą pieśń dwuetapowo – to charakterystyczna dla gatunku monotonna rytmiczna piosenka. Zaczyna od bardzo cichego, szczebiotliwego wstępu (słyszanego jedynie z bliska), po czym w części głównej wydaje głośny, twardy trel, który może przypominać nieco klekotanie lub bulgotanie. To zwykle po niej można dowiedzieć się o ich obecności.

Oprócz ostrego kląskania wydają też ostre „tak”.

### Zachowanie
W przeciwieństwie do innych pokrzewek, piegże są mało płochliwe i słabo reagują na widok człowieka, który zbliża się do ich gniazda.

## Biotop
W krajobrazie otwartym większe skupiska krzewów rosnących pod wysokimi drzewami w pobliżu polnych dróg, parki (również śródmiejskie, gdzie może być bardzo liczna), sady, cmentarze, ogrody, zadrzewienia śródpolne, wrzosowiska, nasypy z wrzosami. Unika większych kompleksów leśnych, zwykle widuje się je na ich skraju lub w młodych uprawach leśnych (przeważnie iglastych). Często widywana w pobliżu osad ludzkich, co oznajmia nieskomplikowanym klekotem. W Alpach zasiedla lasy górskie po pas kosodrzewiny.

## Okres lęgowy
Piegże wracają na swoje tereny lęgowe wcześniej niż inne pokrzewki, bo przeważnie już w drugiej połowie kwietnia (niektóre w maju). Lęgi trwają od maja do lipca. Obserwacje dowiodły, że samce przylatują o dzień wcześniej niż ich partnerki, po to by zająć terytoria lęgowe.

### Gniazdo
Ulokowane we wnętrzu zwartego, gęstego krzewu lub żywopłotu, na wysokości 6–120 cm nad ziemią, dobrze osłonięte. Budowane przez oba ptaki w parze (co typowe u pokrzewek) przyjmuje wyraźnie mniejsze rozmiary niż konstrukcje lęgowe innych gatunków pokrzewek. Składa się z suchych łodyg i liści traw. Gniazdo jest jednak bardzo słabej budowy, przejrzyste (ażurowe), toteż zewnętrzne warstwy ptaki często pokrywają pajęczynami. W wyściółce znajdują się niewielkie ilości trawy i włosia.

### Jaja

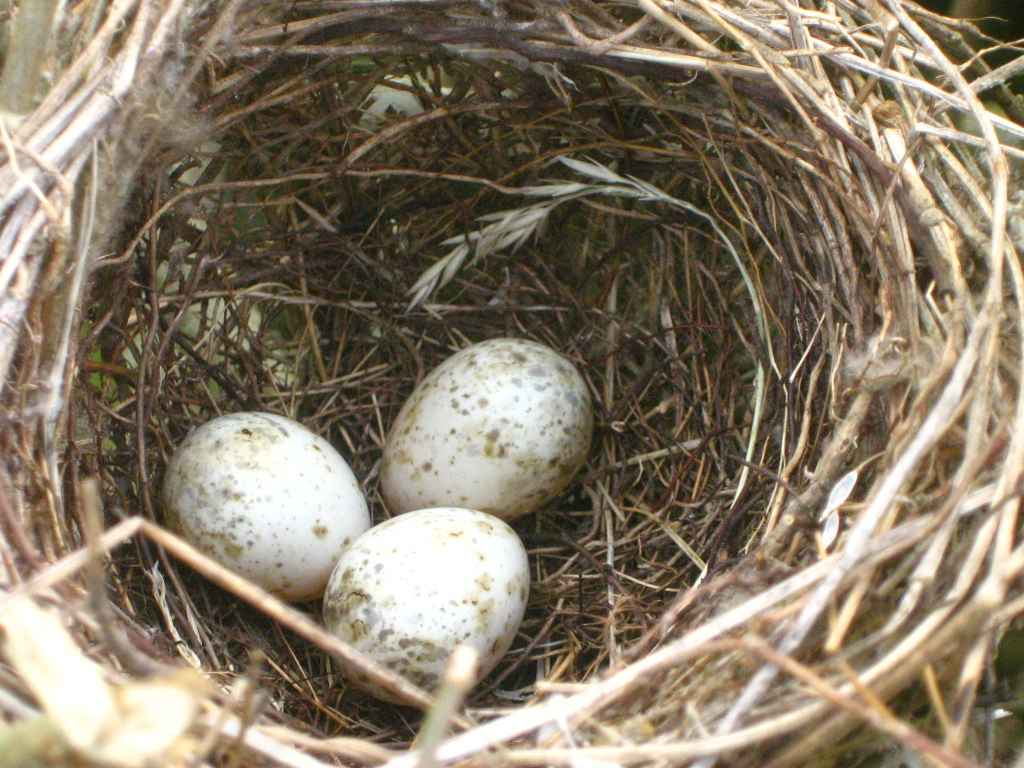
Gniazdo z jajami

Przeważnie dwa lęgi w roku, z czego pierwszy około połowy maja, a następny pod koniec czerwca. Składa 4–6 jaj o średnich wymiarach 16,5×12,5 mm, białych bądź z lekkim odcieniem brązowym i nielicznymi dość dużymi brązowymi lub szarobrązowymi plamami – tworzą one mały pierścień wokół tępego bieguna jaja.

### Wysiadywanie i pisklęta
Od złożenia ostatniego lub przedostatniego jaja trwa 11–13 dni. W czynności tej biorą udział oboje rodzice. Ptaki często wysiadują jajo kukułki. Pisklęta opuszczają gniazdo po 10–14 dniach. Rozpoznaje się je po pomarańczowo zabarwionym wnętrzu paszczy i dwóch niewyraźnych szarych plamach na języku. Dorosłe ptaki karmią swe młode jeszcze przez pewien czas po wylocie (około 3 tygodnie) w pobliżu gniazda. Odloty na zimowiska przypadają we wrześniu i październiku.

## Pożywienie
Latem prawie wyłącznie drobne owady, ich larwy i poczwarki oraz inne bezkręgowce, jesienią również jagody, preferują najbardziej czarny bez.

## Status i ochrona
IUCN uznaje piegżę za gatunek najmniejszej troski (LC, Least Concern). Liczebność światowej populacji, obliczona w oparciu o szacunki organizacji BirdLife International dla Europy z 2015 roku, mieści się w przedziale 21–36 milionów dorosłych osobników. Globalny trend liczebności populacji uznawany jest za stabilny.
Na terenie Polski piegża jest objęta ścisłą ochroną gatunkową. Na Czerwonej liście ptaków Polski została sklasyfikowana jako gatunek najmniejszej troski (LC).
Podobnie jak gajówki, tak i środkowoeuropejskie piegże nie wykazują długoterminowych zmian w liczebności populacji. Wynika to z tego, że zimują za strefą Sahelu i nie cierpią na susze tam występujące, co chroni je przed większym wymieraniem.